# Lauter (Wetter)
Die Lauter ist ein sieben Kilometer langer Bach, der im Ortsteil Wetterfeld der Stadt Laubach im Landkreis Gießen in Hessen von rechts in die obere Wetter mündet.

## Name
Der Name „Lauter“  kommt etymologisch von Luttara, was klarer Bach bedeutet.

## Geographie

### Verlauf
Die Lauter entsteht östlich des gleichnamigen Dorfes Lauter bei Laubach in Hessen im äußersten Südosten des Vorderen Vogelsberges und mündet nach einem Lauf von 7 km im benachbarten Dorf Wetterfeld in die Wetter. Bereits 1293 wird in Flussnähe eine Siedlung mit dem Namen Luttara urkundlich erwähnt. Die Bewohner nutzten ihre Kraft, indem sie zahlreiche Wassermühlen bauten. So kam das Dorf Lauter auch zu seinem Spitznamen Sieben-Mühlen-Dorf.

### Flusssystem Wetter
- Fließgewässer im Flusssystem Wetter